# Ryan Crouser
Ryan Crouser (n. 18 decembrie 1992, Portland, Oregon, SUA) este un atlet american, medaliat olimpic. A participat la trei ediții ale Jocurilor Olimpice (2016, 2020, 2024) în care a câștigat trei medalii de aur în proba aruncarea greutății. În anii 2022 și 2023 a devenit campion mondial.

## Palmares
| An   | Competiție                              | Locație                  | Loc | Eveniment | Note  |
| ---- | --------------------------------------- | ------------------------ | --- | --------- | ----- |
| 2009 | Campionatul Mondial de Juniori (sub 18) | Bressanone, Italia       | 1   | greutate  | 21,56 |
| 2009 | Campionatul Mondial de Juniori (sub 18) | Bressanone, Italia       | 2   | disc      | 61,64 |
| 2016 | Jocurile Olimpice                       | Rio de Janeiro, Brazilia | 1   | greutate  | 22,52 |
| 2017 | Campionatul Mondial                     | Londra, Marea Britanie   | 6   | greutate  | 21,20 |
| 2018 | Cupa Continentală                       | Ostrava, Cehia           | 5   | greutate  | 21,63 |
| 2019 | Campionatul Mondial                     | Doha, Qatar              | 2   | greutate  | 22,90 |
| 2021 | Jocurile Olimpice                       | Tokio, Japonia           | 1   | greutate  | 23,30 |
| 2022 | Campionatul Mondial în sală             | Belgrad, Serbia          | 2   | greutate  | 22,44 |
| 2022 | Campionatul Mondial                     | Eugene, Statele Unite    | 1   | greutate  | 22,94 |
| 2023 | Campionatul Mondial                     | Budapesta, Ungaria       | 1   | greutate  | 23,51 |
| 2024 | Campionatul Mondial în sală             | Glasgow, Marea Britanie  | 1   | greutate  | 22,71 |
| 2024 | Jocurile Olimpice                       | Paris, Franța            | 1   | greutate  | 22,90 |